# Bathypterois viridensis
Bathypterois viridensis är en fiskart som först beskrevs av Roule, 1916.  Bathypterois viridensis ingår i släktet Bathypterois och familjen Ipnopidae. Inga underarter finns listade.